# Везер
Ве́зер (нем. Weser [ˈveːzɐ], н.-нем. Werser) — река в Германии, текущая в северном направлении, пересекая Немецкое среднегорье и Северо-Германскую низменность. Своё название носит начиная от города Мюнден, где соединяются оба её истока Верра и Фульда. Под Бремерхафеном Везер впадает в Северное море. По всей своей длине Везер является Федеральным водным путём и протекает через федеральные земли Гессен, Северный Рейн-Вестфалия, Нижняя Саксония и Бремен. К её бассейну относятся также речки Тюрингии и Саксонии-Анхальт. Длина реки — 451 км.
Общее происхождение имени реки Везер и Верра указывают на то, что сегодняшняя Верра когда-то считалась верхним течением Везера, как более длинная, а более короткая Фульда, напротив, только притоком. Чёткое разделение имён Везер и Верра появилось лишь в переходном, от средневекового к современному, немецком языке.

## Происхождение названия
Латинская форма Visurgis у Тацита позволяет раскрыть значение германского слова Visuri и его родительного падежа Visurjos. Это имя, как и французской Vézère (приток Дордоньи) и Vesdre в Бельгии (приток Ourthe, 915 также называвшейся Wesere), происходит в конечном счёте из индоевропейского корня *u̯eis- «течь, растекаться», который имеется почти во всех индоевропейских языковых группах — особенно в кельтском, германском, романском и балтийском языках. Реками с таким же происхождением как Везер/Верра являются Вишера в Новгородской области, La Vis во Франции, Wear (от *Visuria) в Северной Англии, Vesouze (приток Meurthe), Wiesaz в Вюртемберге, Vesonze в Wallis, Visance во Франции, деп. Orne, Bisenzio в Этрурии, Besançon во Франции, Viešintà в Литве, Visa в Норвегии и Швеции, а также Vistula, сегодня Wisła.
С VIII века, как для Везера, так и для Верра, передавались из поколения в поколение старогерманские формы названия, как например, Wesera, Wisura, Wisera, Wisora, Wisara, также и с добавлением -aha — «текущая вода» — Wiseraha или Wisuraha. Ещё у Адама Бременского значится в 1075 однозначно: «Самыми выдающимися реками Саксонии являются Эльба, Зале и Wisara, которую сейчас называют также Wissula или Wirraha.» Таким образом следует предположить, что в отношении Везера и Верра в стародавнее время речь шла об одном и том же имени, а уже с течением времени по причине региональных языковых различий произошло понятийное разделение верхнего течения от остальной реки, где были приравнены /sr/ и /rr/. В пользу такого предположения говорит тот факт, что граница между нижне- и верхненемецким языковым пространством проходила почти точно под Ганн. Мюнденом, и из верхненемецкой формы Wirra развилась форма Werra. Нижненемецкая форма de Wersern или de Werser содержит и сегодня обе согласные в середине. Только в современном литературном немецком названия Werra и Weser чётко разделены и применяются для обозначения верхнего и соответственно нижнего течения одной и той же реки.

## Течение реки

### Истоки
Верра (длиной 292 км) и Фульда (длиной 218 км) в Мюндене (Ганн. Мюнден — нем. Hann. Münden; в прежние времена также Ганноверш-Мюнден — нем. Hannoversch Münden) соединяются в Везер. Там на северной оконечности острова Фульды Tanzwerder с 1899 года установлен камень (Weserstein) со следующей надписью на немецком языке:
Wo Werra sich und Fulda küssen
Sie ihre Namen büssen müssen,
Und hier entsteht durch diesen Kuss
Deutsch bis zum Meer der Weser Fluss.

 Hann. Münden, d. 31. Juli 1899
Надпись на камне Weserstein
По-русски это означает:
 Там, где целуются Верра и Фульда, 
 им придётся поплатиться своими именами. 
 И здесь в результате этого поцелуя возникает 
 Немецкая до моря река Везер.
 Ганн. Мюнден, 31 июля 1899 г. 
Надпись на камне Weserstein

### Обервезер (Верхний Везер)
В Ганн. Мюнден находится нулевая точка исчисления километража водных путей на Везере. Уровень воды здесь располагается на высоте 116,5 м над уровнем моря. Под названием Обервезер река течёт в долине Обервезер (Верхнего Везера) до Порта Вестфалики (Вестфальских Ворот), пересекая Везербергланд. Склоны долины Верхнего Везера преимущественно покрыты лесами. Во многих местах шла и ведётся добыча пёстрого песчаника, из которого воздвигнуты многочисленные исторические постройки. Многие населённые пункты имеют фахверковые постройки с постепенным переходом от гессенского к нижне-саксонско-вестфальскому способу строительства. От Ганн. Мюндена до Бад-Карлсхафена на большом протяжении Везер служит границей между Нижней Саксонией и землёй Гессен, оттуда и далее за Хольцминден служит частично границей между Нижней Саксонией и Северным Рейном-Вестфалией. В заключение она течёт по территории Нижней Саксонии, а затем за Ринтельном по территории Северного Рейна-Вестфалии.
У Мюндена начинается долина Обервезер-Дурхбрухсталь, ведущая сначала между Рейнхардсвальдом и Брамвальдом в северном направлении, резко поворачивая у Кальберга перед Золлингом на запад. Между Рейнхардсвальдом и Золлингом Везер прорыл окружающую местность почти на 300 метров в глубину. Он протекает через Карлсхафен и Ганноверские скалы и у юго-западной оконечности Золлинга поворачивает на север. Долина в нескольких местах расширяется, например, у Хёкстера, Хольцминдена и между Хамельном и Ринтельном, оставаясь в остальном такой же узкой с крутыми склонами, как в «Рюльской Швейцарии». Между Хольцминденом и Боденвердером Везер проходит через возвышенности и горы Бургберг и Фоглер, которые как и Золлинг относятся к национальному парку-заповеднику. Севернее Боденвердера Везер пересекает национальный парк-заповедник Везербергланд Шаумбург-Хамельн. В Хамельне находится единственная запруда Обервезера, перекрывающая в отличие от плотины не всю долину. Она является одновременно самой старой запрудой на всей реке, поскольку выросла из средневековой мельничной запруды. Ниже Хамельна течение реки всё больше поворачивает в западном направлении, а у Флото затем снова на север. После впадения Верры Везер протекает сквозь короткую долину глубиной примерно 200 м Вестфальских Ворот между Везергебирге и Виенгебирге (отметка 199 км Везера, уровень воды примерно 40 м выше уровня моря) и выходит на просторы Северо-Германской низменности, отсекая при этом небольшую восточную часть национального парка Северный Тевтобургский Лес-Виенгебирге, который простирается от далёкого Тевтобургского Леса через Виэнгебирге и почти до Бюккебурга, достигая Везергебирге.

## Средний Везер
У северной окраины Миндена реку Везер пересекает Среднегерманский канал. От места данного пересечения водных путей, согласно определению Департамента водных путей и судоходства, река получает наименование: Средний Везер. С географической точки зрения иногда границей между Верхним и Средним Везером называют Порта Вестфалику. До Шлюссельбурга он протекает по земле Северный Рейн — Вестфалия, далее от Штольценау по земле Нижняя Саксония. Здесь в Северо-Германской низменности речь идёт о так называемой Везерской низине, которую до Хойа называют также долиной Среднего Везера. Если не принимать во внимание очень маленькие холмы, то речь здесь, однако, не о настоящей долине. Средний Везер регулируется семью запрудами и несколько укорочен каналами шлюзов. Наибольшими городами в преимущественно сельскохозяйственном регионе Среднего Везера между Минденом и Бременом являются Петерсхаген, Нинбург, Ферден и Ахим.
В 1919—1922 годах бременский инженер-гидростроитель Людвиг Плате (Ludwig Plate) предложил общественности планы канала, который должен был вести от Брамше к Штаде. Этот называемый ганзейским канал должен был пересекать Везер у Ахима. В 50-е годы XX столетия от этих планов окончательно отказались.
С гидрографической точки зрения Средний Везер заканчивается у хемелингерской плотины в Бремен-Хаштедте у 362,3-километровой отметки и при уровне воды 4,5 м над уровнем моря выше плотины.

## Нижний Везер
Подверженный воздействию приливов и отливов участок реки от Хемелингер-Везервер до самого устья в Северном море называется Нижним Везером (Унтервезер). Разметка расстояний внутреннего водного пути, однако, в зоне действия приливов и отливов Нижнего Везера доходит до 50 м ниже моста Вильгельма Кайзена, названного в честь немецкого политика. Здесь у отметки Везера 366,72 км, где с XIII века мост через Везер отмечал верхний конец морского судоходства, находится нулевая точка разметки расстояний Нижнего Везера. С 1867 года внутренний речной судоходный путь превратился в морской, правда, только у моста Везербан у отметки Нижнего Везера 1,375 км. Прилив в Бремене, из-за выпрямления русла реки и последующих мероприятий поднялся с 0,73 м до примерно 4 м (при низком уровне воды на 1 м выше нуля, при высокой воде на 5 м выше нуля. Нижний Везер протекает сначала через землю Бремен, затем через землю Нижняя Саксония. В Бремерхафене у устья Геэсте, у отметки Нижнего Везера 65 км, заканчивается Нижний Везер и начинается внутренний Внешний Везер.